# Орлова Параска Іванівна
Прасковія Іванівна Орлова (уроджена Куликова, за першим і другим чоловіком — Орлова-Савіна) (1815, Москва — 1900, Осташков) — популярна московська артистка першої половини XIX століття.
Сестра театрального режисера, автора комедій та водевілей М. І. Куликова, і навіть актриси О. І. Шуберт-Яновської.

## Біографія
Народилася 5 (17) жовтня 1815 року в Москві, в сім'ї кріпаків. Здобула сценічну освіту в Московській театральній школі, де на неї звернули увагу директор московських театрів Ф. Ф. Кокошкін та артист В. Г. Живокіні.
У 1828 році вона вдало дебютувала на Московській сцені в п'єсі «Два гусари, або наречений у халаті», і з того часу до 1837 мала постійний, хоча і не особливо галасливий успіх, виступаючи головним чином у комедіях і водевілях.
У 1837 П. С. Мочалов у свій бенефіс запропонував Орлової зіграти роль Офелії в «Гамлеті», й у ролі проявився її великий драматичний талант, який привернув до неї ще більше уваги публіки. Після відходу зі сцени популярної артистки Н. В. Рєпіної всі її ролі перейшли до Орлової. Особливо гарна вона була в ролі Вероніки в «Уголіно» і Корделії в «Королі Лірі».
Залишивши близько 1845 року московську сцену, Орлова переїхала до Петербурга, куди вона і раніше приїжджала на гастролі. У Петербурзі вона зазвичай виступала лише в аматорських спектаклях, найбільшим успіхом мала роль Іфігенії, в однойменній трагедії, а також у водевілі «Чого на світі не буває».
Наприкінці 1840-х та на початку 1850-х років Орлова грала переважно в Одесі та Києві. Дуже прихильно відгукувався про неї В. Г. Бєлінський, вважаючи її «чудовою артисткою і для драми і для комедії».
У 1855 перебувала в Криму, три місяці була в Севастополі в розпал облоги, працювала сестрою милосердя; була нагороджена медаллю «За хоробрість».
Залишила велику сцену в 1859 році, вийшовши заміж за Федора Кіндратовича Савіна, міського голову міста Осташков, після чого цілком присвятила себе місцевій благодійності, а також Осташковському громадському театру, в якому була, фактично, художнім керівником, наставницею самодіяльних акторів та постановницею п'єс. Юридично, керуючим цього театру був її чоловік.
Померла 2 (15) липня 1900 року та була похована на території Знам'янського жіночого монастиря в Осташкові. Написала живу та безпосередню «Автобіографію» (окремим виданням книга вийшла в 1885 році і через століття була перевидана: Орлова-Савина П. И. Автобиография /подгот. текста, вступ. ст. и указатели И. С. Преображенской. — М.: Художественная литература, 1994. — ISBN 5-280-02460-0.